# Лісопарк

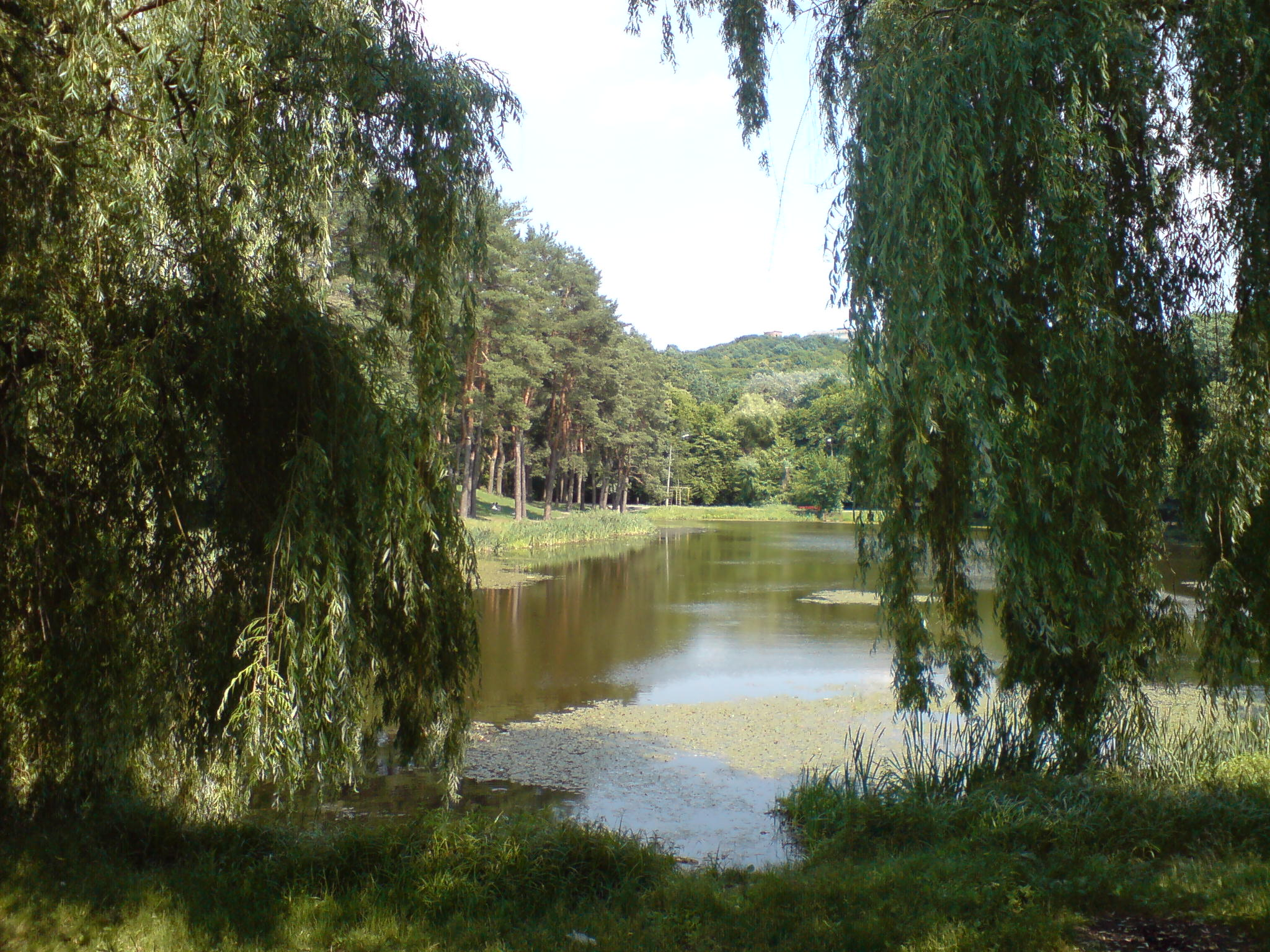
Голосіївський лісопарк

Лісопа́рк — ліс на території міста або передмістя. На території лісопарку можуть бути водойми.
Лісопарки часто використовуються для відпочинку населення. На їх території можуть бути спортивні майданчики, пляжі, водні станції, туристичні бази. Іноді також у лісопарках існують музеї чи кінотеатри. 
Лісопарки значно поліпшують мікроклімат міста і захищають його від несприятливих вітрів. 

## Лісопарки України
До найбільших лісопарків України належать Харківський лісопарк (було 2385 га, в 2010 р. менше 1900 га), Голосіївський у Києві (1463 га), Синявський у Київській області (понад 50 га), Гощанський у Рівненській області (25 га), Згурівський у Полтавській області (215 га), П'ятничанський у Вінницькій області (понад 120 га).